# Handlovka
Handlovka je malá řeka na středním Slovensku v okrese Prievidza. Jde o levostranný přítok řeky Nitry, má délku 32 km a zabírá povodí s velikostí 178,3 km². Je tokem IV. řádu a průměrná lesnatost povodí zde činí 40 %. Původní název řeky byl Prievidza (platil až do poloviny 19. století).

## Průběh toku
Řeka pramení v pohoří Vtáčnik pod vrchem Biely kameň (1 135,0 m n. m.) v nadmořské výšce přibližně 770 m. Asi po 1,5 km vtéká do Handlovské kotliny, napájí Handlovský rybník, stáčí sa na sever a protéká částí Horný koniec a následně i samotným městem Handlovou.
Na území města přibírá zprava Mlynský potok a potok Struhár a zleva Račí potok. V blízkosti obce Ráztočno přibírá Hraničný potok zprava, obloukem se stáčí na severozápad a větví se zde na dvě ramena. V obci přibírá Morovnianský potok zleva a výrazně zvlněným korytem protéká obcemi Jalovec (přibírá pravostranný přítok ze Střední doliny) a Chrenovec-Brusno (na území obce ústí do Handlovky levostranný Jalovský potok a pravostranná Kolárová). Následně přibírá pravostranný přítok od Dolných lánů, protéká obcí Lipník a opět zprava přibírá potok Lipníček. Dále protéká obcí Veľká Čausa, kde přibírá zleva přítok ze severozápadního svahu Jeleního vrchu (701,5 m n. m.) a za obcí z pravé strany Čausiansky potok. Poté vtéká do lesnaté oblasti Necpalské hory (která odděluje Handlovskou kotlinu od vlastní Hornonitrianské kotliny), přes kterou se prořezává hluboko zaříznutým skalnatým údolím, stáčí se k jihozápadu a přitéká na území města Prievidza.
Teče rovinatým územím dna Hornonitrianské kotliny, kde přibírá několik levostranných přítoků stékajících ze svahů pohoří Vtáčnik. Nejprve přibírá potok Mraznica, poté přítok z Driakové doliny s Moštenicí, dále Vlčí kanál a nejvodnější Ciglianku, která protéká obcí Koš a na území které (u železniční zastávky) se vlévá v nadmořské výšce cca 245 m n. m. do Handlovky. Handlovka ústí do řeky Nitry mezi obcemi Koš, Opatovce nad Nitrou a městem Nováky (část Laskár).

## Handlovský sesuv
11. prosince 1960 došlo k mohutnému sesuvu na jižním okraji Handlové, který zde byl v pohybu až do 30. května 1961. Rozsáhlý sesuv půdy známý jako Handlovský sesuv tehdy zdvihl koryto Handlovky v kratším úseku až o 10 metrů.